# Codemasters
Codemasters – brytyjski producent i wydawca gier komputerowych. Dyrektorem generalnym firmy jest Rod Cousens (poprzednio w Acclaim). W 2005 Codemasters został uznany za najlepszego niezależnego wydawcę przez ogólnoświatowy miesięcznik wydawców gier komputerowych „Develop”. Dnia 14 grudnia 2020 pojawiła się informacja, że Electronic Arts planuje wykupić Codemasters za 1,2 miliarda dolarów, które dwa miesiące później zostało w pełni nabyte przez EA.

## Historia
Firma została założona w 1986 roku przez Richarda i Davida Darlingów (wcześniej pracowali dla Mastertronic). Codemasters szybko odniosło sukces na rynku gier dla komputerów ZX Spectrum, tworząc proste logiczne zagadki, polegające na połączeniu ze sobą różnych elementów (puzzli). Najlepszym przykładem takich gier jest seria Dizzy. Dizzy stał się nieoficjalną maskotką ZX Spectrum. Początkowo gry wydawano na popularną wówczas platformę ZX Spectrum. Wkrótce, kolejne części, a było ich aż 8 powstawały także na inne komputery, między innymi Atari ST, Amigę, Nintendo Entertainment System (w Polsce klon Pegasus), czy później zwykły pecet. Gry z Dizzym cieszyły się ogromną popularnością, a przy tym były tanie. W 1993 r. wydano ostatnią grę z tej serii.
Gry wydawane przez Codemasters w latach 80. były unikalne pod względem niskich cen. Jednak kiedy w 1992 roku firma rozpoczęła produkcje lepszych, wysokobudżetowych gier, wielu fanów oraz magazyny branżowe oskarżyły wydawcę o komercyjny kierunek działań.
Na początku lat 90. Darlingowie wynaleźli urządzenie do oszukiwania w grach. Game Genie pozwalało modyfikować stan pamięci konsoli, zmieniając w ten sposób różne wartości w grze (ilość życia, zdrowia itp.). Game Genie było przedmiotem procesu, w którym Nintendo bezskutecznie starało się zablokować sprzedaż urządzenia. Darlingowie opracowali też technologię, dzięki, której Codemasters mogło wydawać własne nielicencjonowane gry na konsolę Nintendo, obchodząc zabezpieczenia konsoli.
Z czasem gdy rynek 8-bitowych komputerów zaczął maleć, Codemasters zaczął rozszerzać wpływy na rynek konsol 16-bitowych. Efektem tego są ostatnie gry z serii Dizzy, Micro Machines oraz Pete Sampras Tennis.
Twórcy przedsiębiorstwa zostali uhonorowani nagrodą ELSPA Hall of Fame.

## Codemasters dzisiaj
Obecnie Codemasters kontynuuje wydawanie gier najnowszej generacji. Można do nich zaliczyć serie: TOCA Touring Car Championship, Colin McRae Rally, seria Brian Lara International Cricket oraz Operation Flashpoint.
9 maja 2008 roku Codemasters dostała licencje na gry o tematyce Formuła 1 i powiadomiła, że będzie je rozpowszechniać na konsole (w tym przenośne) oraz komputerach PC. Umowa pozwala Codemasters na wykorzystanie w grach torów wyścigowych, zespołów, bolidów oraz podobizn kierowców.
4 czerwca 2011 roku nastąpił atak hakerów na firmę Codemasters, podczas którego wykradziono prywatne dane użytkowników.
W lutym 2021 Codemasters zostało nabyte przez Electronic Arts za 1,2 mld dolarów.
W 2023 roku Codemasters nabyło licencje na gry o tematyce World Rally Championship. Pierwszą grą jest wydane 3 listopada 2023 EA Sports WRC.

## Lista wydanych gier
- Monte Carlo Cassino (1989)
- Fast Food! (22 sierpnia 1989)
- Nitro Boost Challenge (1989)
- The Ultimate Stuntman (1990)
- Bubble Dizzy (3 maja 1990)
- Dizzy: Prince of the Yolkfolk (5 maja 1990)
- The Fantastic Adventures of Dizzy (21 kwietnia 1991)
- Mean Machine (1991)
- Kwik Snax (1991)
- Micro Machines (1991)
- Big Nose the Caveman (1991)
- Spike in Transylvania (1991)
- Big Nose Freaks Out (1992)
- Steg (1992)
- Robin Hood - Legend Quest (1992)
- Captain Dynamo (12 kwietnia 1993)
- Seymour Goes to Hollywood (10 listopada 1993)
- TOCA Touring Car Championship (15 października 1997)
- Colin McRae Rally (18 grudnia 1998)
- TOCA 2 Touring Cars (13 listopada 1999)
- Colin McRae Rally 2 (10 grudnia 2000)
- Blade of Darkness (21 lutego 2001)
- ToCA Race Driver (23 sierpnia 2002)
- IGI 2: Covert Strike (2003)
- Colin McRae Rally 3 (13 czerwca 2003)
- IndyCar Series (23 września 2003)
- Club Football (19 października 2003)
- LMA Manager 2004 (12 marca 2004)
- Colin McRae Rally 04 (2 kwietnia 2004)
- TOCA Race Driver 2 (16 kwietnia 2004)
- Colin McRae Rally 2005 (24 września 2004)
- IndyCar Series 2005 (22 czerwca 2004)
- Club Football 2005 (8 października 2004)
- LMA Professional Manager 2005 (22 października 2004)
- Brian Lara International Cricket 2005 (21 lipca 2005)
- LMA Manager 2006 (18 listopada 2005)
- TOCA Race Driver 3 (21 lutego 2006)
- Micro Machines v4 (27 czerwca 2006)
- Dance Factory (1 września 2006)
- LMA Manager 2007 (22 września 2006)
- Brian Lara International Cricket 2007 (marzec 2007)
- Cannon Fodder (kwiecień 2007)
- Overlord (26 czerwca 2007)
- Colin McRae: Dirt (czerwiec 2007)
- Clive Barker's Jericho (2007)
- Archlord (Codemasters zrzekło się praw do Archlorda EU, prowadzony jest teraz przez Webzen)
- Dragon Empires (prace wstrzymane)
- Grid (czerwiec 2008)
- Colin McRae: Dirt 2 (wrzesień 2009)
- Operation Flashpoint: Dragon Rising (październik 2009)
- F1 2009 (17 listopada 2009)
- F1 2010 (21 września 2010)
- Dirt 3 (24 maja 2011)
- Operation Flashpoint: Red River (21 kwietnia 2011)
- F1 2011 (20 września 2011)
- Dirt Showdown (24 maja 2012)
- F1 Online: The Game (26 czerwca 2012)
- F1 2012 (18 września 2012)
- F1 Race Stars (13 listopada 2012)
- Grid 2 (28 maja 2013)
- F1 2013 (4 października 2013)
- Grid: Autosport (24 czerwca 2014)
- F1 2014 (17 października 2014)
- F1 2015 (10 lipca 2015)
- Overlord: Fellowship of Evil (25 sierpnia 2015)
- Dirt Rally (7 grudnia 2015)
- F1 2016 (19 sierpnia 2016)
- Dirt 4 (9 czerwca 2017)
- F1 2017 (25 sierpnia 2017)
- F1 2018 (24 sierpnia 2018)
- Dirt Rally 2.0 (26 lutego 2019)
- F1 2019 (28 czerwca 2019)[9]
- GRID (11 października 2019)
- F1 2020 (10 lipca 2020)
- DiRT 5 (5 listopada 2020)
- F1 2021 (16 lipca 2021)
- GRID: Legends (24 lutego 2022)
- EA Sports F1 22 (1 lipca 2022)
- EA Sports F1 23 (16 czerwca 2023)
- EA Sports WRC (3 listopada 2023)
- EA Sports F1 24 (31 maja 2024)
- EA Sports F1 25 (30 maja 2025)